# ChS6型电力机车
ChS6型电力机车（俄語：ЧС6），是苏联铁路的准高速干线客运电力机车车型之一，适用于供电制式为3千伏直流电的电气化铁路。
自1950年代起，按经济互助委员会分工，苏联向东欧国家出口干线柴油机车，而从捷克斯洛伐克进口电力传动调车柴油机车和客运电力机车，ChS6型电力机车为其中之一。1983年，斯柯达公司在ChS200型电力机车的基础上，成功研制了ChS6型电力机车。该型机车为双节重联的准高速客运电力机车，除牵引齿轮传动比不同外，机车总体结构与ChS200型电力机车保持相同。机车轴式2×（Bo-Bo），持续功率8000千瓦，最高运行速度160公里/小时。

## 参看
- ChS200型电力机车
- ChS7型电力机车